# Залізний Міст (зупинний пункт)
70 км — зупинний пункт Південно-Західної залізниці. Розташований біля сіл Кузьминське та Клевин.
Через платформу курсують дизель-поїзди сполученням Семенівка — Терещенська.